# Kapnikarea

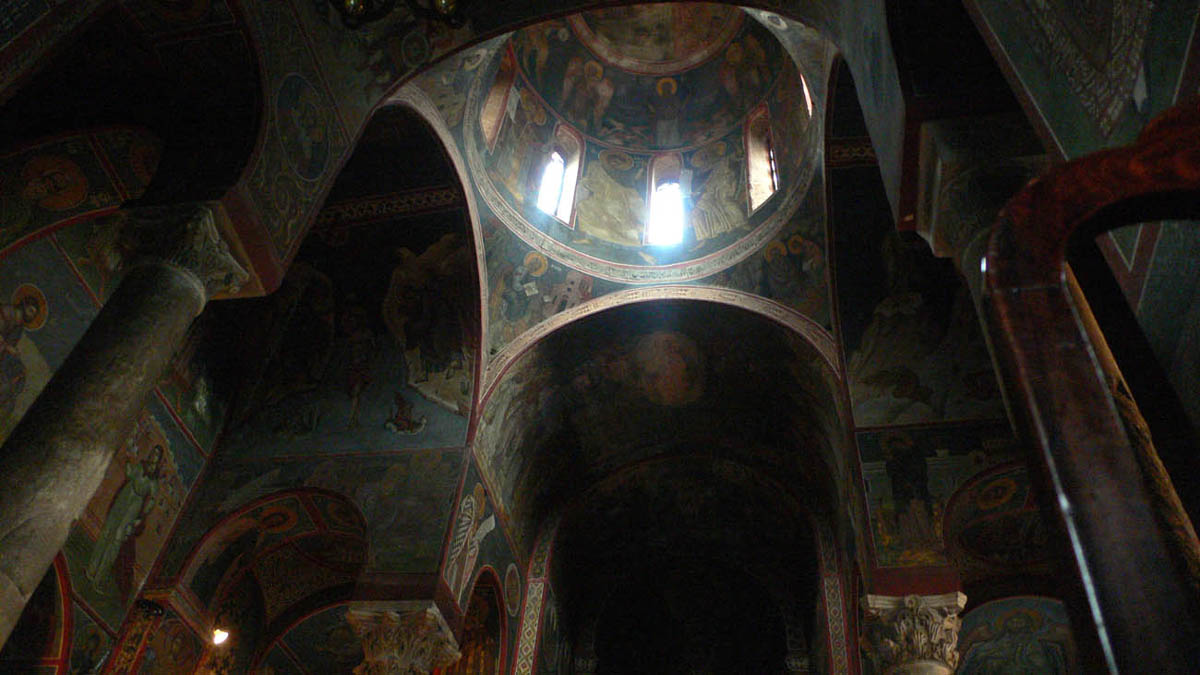
Wnętrze świątyni

Kapnikarea (gr. Καπνικαρέα), Kościół Panagia Kapnikarea (gr. Εκκλησία της Παναγίας Καπνικαρέας) – jeden z najstarszych kościołów w Atenach, w Grecji. Jest świątynią w stylu bizantyjskim, na planie krzyża wpisanego.

## Historia
Kościół został wybudowany prawdopodobnie w połowie XI wieku. Powstał na miejscu wcześniejszej świątyni, poświęconej pogańskiej bogini, prawdopodobnie Atenie lub Demeter. Tradycja przypisuje jednak założenie świątyni cesarzowej Irenie, która władała imperium bizantyjskim w latach 792–802. Po wzniesieniu kościoła dodano, przylegającą od strony północnej, kaplicę św. Barbary. Z tego samego okresu pochodzi egzonateks dobudowany po zachodniej stronie bryły kościoła. Portyk z kolumnami dodano w XII wieku.
W czasie powstania greckiego świątynia została poważnie uszkodzona. W 1834, gdy otwarto ulicę Ermou, planowano zburzyć bizantyjską świątynię. Ocalała dzięki interwencji króla Ludwika Bawarskiego. Po 1841 świątynia służyła jako Biblioteka Narodowa. W 1863 kościołowi znów zagroziły plany urbanistów, ale przeciwstawił im się biskup Aten.
Na przełomie XIX i XX wieku w kościele przeprowadzono prace rekonstrukcyjne. Mozaiki nad wejściem do świątyni dodano w 1936. Malowidła ścienne pochodzą z 1942. Kopuła została odbudowana w latach 50. XX wieku przez Uniwersytet Ateński. Zbudowana na obrzeżach Plaki świątynia znajduje się obecnie w centrum Aten. Otacza ją współczesna zabudowa o charakterze handlowo-usługowym.

## Architektura
Kościół został zbudowany na planie krzyża wpisanego z trzyczęściowym narteksem, którego środkowa część jest wyższa od dwóch bocznych. Kopuła stanowi najbardziej charakterystyczny i najlepiej zachowany przykład typu ateńskiego. Głównym budulcem wykorzystanym przy wznoszeniu świątyni był marmur. Jedynie do budowy kopuły wykorzystano cegły.
Dolną część ścian zbudowano z pozbawionych zdobień, surowych bloków kamiennych. Górną ich część pokrywają płaskorzeźby z czasów starożytnej Grecji, Rzymu, wczesnego chrześcijaństwa i Bizancjum. Starożytne płyty z wyrytymi scenami tworzą fryz obiegający całą bryłę kościoła. Płaskorzeźby cechują się dużą różnorodnością tematów. Na ścianach świątyni znajdują się reliefy przedstawiające amfory panatenajskie wręczane jako trofea dla zwycięzców igrzysk oraz zwycięstwa armii rzymskiej. Są wśród nich przedstawienia z IX i X wieku wykorzystujące wschodnie motywy roślinne (np. drzewo życia), zwierzęce (np. sfinksy), geometryczne oraz ukazujące tradycje ludowe. Ocalał również gzyms z IV w.p.n.e. przedstawiający uroczystości starożytnych Aten m.in. Heraklesa z Hebe.
Chrześcijanie, pragnąc schrystianizować pogańskie płaskorzeźby, dodali symbol krzyża na wielu z nich.
Marmurowy ikonostas jest kopią ikonostasu z klasztoru Kaissariani. Kopuła świątyni wspiera się na czterech starożytnych kolumnach z czasów rzymskich. Freski, wśród których wyróżnia się Matka Boska z Dzieciątkiem, pochodzą z okresu XIX-wiecznej odbudowy kościoła.

## Pochodzenie nazwy
Pochodzenie nazwy Kapnikarea pozostaje do dziś niepewne. Według niektórych źródeł pochodzi ona od fundatora, „poborcy podymnego” (Kapnikareas). W czasach bizantyjskich pobierano od właścicieli domów podatek od palenisk (Kapnikon). W starszych źródłach można jednak odnaleźć inne formy nazwy świątyni m.in. Kamoucharea, która wywodzi się od słowa kamoucha oznaczającego luksusową tkaninę. Kościół nazywano również świątynią księżniczki, co wiąże się z legendą o ufundowaniu kościoła przez cesarzową Irenę.